# Warin Ier d'Auvergne
Warin, ou Guérin (v. 760 - ap. 819) était comte d'Auvergne, de Chalon et de Mâcon.

## Biographie
Il est supposé être le fils ou le petit-fils d'Adalard, comte de Chalon († v. 763) ; celui-ci aurait été tué en défendant Chalon contre Waïfre, duc d'Aquitaine,.
Il épousa Albane en 778.
Il était « comte de Chalon de son estoc »,, c'est-à-dire par héritage. Il devient comte d'Auvergne en 818, par un don de Louis le Débonnaire, ce qui fait supposer qu'Albane était la fille d'Ithier, comte d'Auvergne.
En 825 ou 826, il reçut la propriété du village de Cluny d'Hildebaud, (ou Hildebold), évêque de Mâcon.
Selon les auteurs, il serait mort en 819, en 856, voire plus tard (mais il pourrait y avoir confusion avec son fils, homonyme)

## Descendance
Il aurait eu pour descendance :[réf. nécessaire]
- Guérin ou Warin († 853), comte d'Auvergne (Guérin II), de Chalon, d'Autun, de Provence, d'Arles, de Bourgogne et ensuite de Toulouse. Ayant pris le parti de Lothaire, il est destitué de ses titres par Louis le Pieux vers 834[2]. Il est ensuite rétabli dans les « honneurs » vers 839 (Voir : Histoire de la Bourgogne) et titré duc ou comte de Provence en 841.

Selon certains auteurs, il serait également à un âge avancé le père d’Ermengarde, qui épousa Bernard Plantevelue, comte d'Auvergne (d'autres auteurs, tel Christian Lauranson-Rosaz, la considèrent fille de Bernard Ier, comte d'Auvergne).

### Sources
1. 1 2 3  
Acte d'échange entre Warin et Hildebaud (ou Hildebald), évêque de Mâcon, datant de 825 (cité par P. Guinard).
2. 1 2 3 4 5 6  
P. Guinard, Recherches sur les origines des seigneurs de Semur-en-Brionnais, Semur-en-Brionnais, 1996

Voir cette page d'Heratlas (consultée le 1er XII 2006), qui en reprend les grandes lignes. 

Voir aussi l'avis de l'auteur du site Heratlas, porté en page de Discussion reproduit ici : « Je suis l'auteur du site heratlas cité en source. Je pense aujourd'hui que Guinard n'a fait que reprendre des sources non vérifiées, comme je l'ai fais moi-même. Erreur de Jeunesse. En matière de généalogie médiévale, ma référence est aujourd'hui Christian Settipani et son abondante bibliographie. »
3. ↑  Il ne paraît pas du tout certain que cet Adalard, comte de Chalon-sur-Saône, perdît la vie lors de l'attaque de la ville par Waïfer : d'après Henri Martin, Histoire de France, p. 329, cette attaque de Chalon eut lieu en 761 et on retrouve en 765 ce même Adalard qui marche avec son armée contre le comte d'Auvergne Hilping faisant partie d'une coalition pour lutter contre Pépin le Bref (Henri Martin, id. p. 334).
4. ↑  
Saint-Julien de Balleure (1519?-1593), historien bourguignon (cité par P. Guinard).
5. ↑  D'après Histoire des évêques de Mâcon, de La Rochette, 1866, p. 250, Louis le Pieux aurait donné en 834 les comtés de Chalon et Mâcon à Warin en récompense de sa fidélité.
6. ↑  D'après Histoire des évêques de Mâcon, de La Rochette, 1866, p. 248.
7. 1 2  D'après Histoire des évêques de Mâcon, de La Rochette, 1866, p. 250, Warin et Albane se retirent à Cluny, pour y finir leurs jours en 834. La date de 859 comme date de leur mort ne semble donc pas convenir. D'autre part, le même document indique encore, p. 250 qu'ils n'avaient pas d'enfant : « Warin et Albane n'ayant pas d'enfant et voulant finir leurs jours dans la méditation et la prière se retirèrent à Cluny qu'ils avaient échangé, quelques années auparavant, avec Hildebold, évêque de Mâcon, contre le village de Genouilly et des terres en Auvergne et en Nivernais, avec leurs serfs et toutes leurs dépendances ».